# Ararat (provincie)
Ararat (Armeens: Արարատ; [ɑɾɑˈɾɑt]ⓘ) is een van de provincies ("marz") van Armenië met als hoofdstad Artasjat. De provincie ligt in het zuiden van het land waar het aan Turkije en de autonome republiek Nachitsjevan van Azerbeidzjan grenst. Het omringt de exclave Karki van Azerbeidzjan welke onder bewind van Armenië staat sinds de oorlog van Nagorno-Karabach.
Ararat grenst aan de volgende provincies:
- Armavir - noordwesten
- Kotajk - noorden
- Gecharkoenik - oosten
- Vajots Dzor - zuidoosten

Ararat grenst ook aan Jerevan in het noorden

## Demografie
Ararat telt ongeveer 258.400 inwoners in 2016, waarvan 72.700 in stedelijke nederzettingen en 185.700 in dorpen op het platteland. In 2012 woonden er nog ongeveer 261.400 inwoners, waarvan 74.500 in stedelijke gebieden en ongeveer 186.900 in dorpen op het platteland. In het jaar 2001 woonden er nog 272.000 inwoners. 
De meeste inwoners zijn Armeniërs (96.8 procent), gevolgd door Jezidi's (2.2 procent), Assyriërs (0.7 procent) en Russen (0.2 procent). 
Het geboortecijfer bedraagt 14,2‰ in 2016. Het sterftecijfer bedraagt 9,3‰ in dezelfde periode. De natuurlijke bevolkingstoename bedraagt ongeveer +4,9‰. Toch daalt de bevolking vanwege emigratie.
Aragatsotn · Ararat · Armavir · Gecharkoenik · Jerevan · Kotajk · Lori · Sjirak · Sjoenik · Tavoesj · Vajots Dzor